# Simhopp vid olympiska sommarspelen 1984
De olympiska tävlingarna i simhopp 1984 avgjordes mellan den 5 och  den 12 augusti i Los Angeles. Totalt deltog 80 tävlande, 45 män och 35 kvinnor, från 29 länder i tävlingarna. 

## Medaljfördelning

### Damer
| Gren                  | Guld                  | Silver               | Brons                 |
| Svikt Detaljer...     | Sylvie Bernier Kanada | Kelly McCormick USA  | Christina Seufert USA |
| Höga hopp Detaljer... | Zhou Jihong Kina      | Michele Mitchell USA | Wendy Wyland USA      |

### Herrar
| Gren                  | Guld              | Silver            | Brons               |
| Svikt Detaljer...     | Greg Louganis USA | Tan Liangde Kina  | Ronald Merriott USA |
| Höga hopp Detaljer... | Greg Louganis USA | Bruce Kimball USA | Li Kongzheng Kina   |

## Medaljtabell
| Pl. | Nation | Guld | Silver | Brons | Totalt |
| --- | ------ | ---- | ------ | ----- | ------ |
| 1   | USA    | 2    | 3      | 3     | 8      |
| 2   | Kina   | 1    | 1      | 1     | 3      |
| 3   | Kanada | 1    | 0      | 0     | 1      |

## Deltagande nationer
| - Argentina (1) - Australien (4) - Österrike (1) - Belgien (1) - Brasilien (1) - Kanada (7) - Kina (8) - Dominikanska republiken (3) | - Egypten (4) - Finland (1) - Frankrike (1) - Storbritannien (6) - Hongkong (2) - Italien (2) - Japan (3) - Kuwait (2) | - Mexiko (6) - Nederländerna (1) - Nya Zeeland (3) - Norge (2) - Portugal (1) - Sydkorea (1) - Spanien (2) - Sverige (2) | - Syrien (1) - USA (7) - Venezuela (1) - Västtyskland (4) - Zimbabwe (2) |